# HyperTransport
HyperTransport, precedentemente conosciuto come Lightning Data Transport (LDT) (in italiano "trasporto lampo dei dati") è un bus bidirezionale e seriale\parallelo a bassa latenza. È stato introdotto il 2 aprile 2001. Il consorzio di HyperTransport è incaricato della promozione e dello sviluppo della tecnologia HyperTransport. La tecnologia è usata da AMD e Transmeta nei processori x86 (e x86-64); da PMC-Sierra, Broadcom, e Raza nei processori MIPS; da AMD, NVIDIA, VIA, SiS, e HP nei chipset; da HP, Sun Microsystems, IBM, e IWill nei server; da Cray, Newisys, e QLogic in PC di fascia alta; e da Cisco Systems nei suoi router; nella lista di aziende manca la Intel che utilizza invece bus condivisi.

## Descrizione
HyperTransport è disponibile in quattro versioni: 1.0, 2.0, 3.0, 3.1 che funzionano da 200 MHz a 3,2 GHz (considerato che la connessione PCI funziona da 33 MHz a 66 MHz); è inoltre implementata la tecnologia DDR o Double Data Rate (in italiano doppia velocità di dati) che invia dati sia sul fronte di salita che su quello di discesa del segnale di clock.